# サンクチュアリ (吉本ばななの小説)
『サンクチュアリ』は、吉本ばななの短編小説。

## 概要
「海燕」1988年8月号が初出で、同年8月5日刊行の『うたかた／サンクチュアリ』（福武書店）に収録された。第100回芥川龍之介賞候補にあがり、1989年2月に芸術選奨文部大臣新人賞を受賞した。
2013年10月26日、『うたかた／サンクチュアリ』の電子書籍版が幻冬舎より発売された。
それぞれ愛する人を失った男女が出会い、再生していく。吉本ばななの作品の中では珍しく、男性が主人公であり、かつ三人称で語られる小説である。

## 登場人物
時田智明
主人公。大学生。恋人の友子を亡くして以来、心が壊死したような日々を生きている。
大友友子
智明の高校時代のクラスメート。旧姓は中野。高校卒業後、年上の恋人と結婚するが、夫の浮気に苦しむ。智明と再会し不倫関係に陥るが、自殺する。
浜野馨
夫を亡くし、子供まで失ってしまった女性。海辺で号泣しているところを智明に発見され、親しくなる。「浜野鉄男」の名前でスポーツカメラマンとして活躍していた時期がある。
大友
友子の夫だった男性。友子の遺品の中から智明の写真を見つけ、友子が智明を好きだったことを知り、智明に接近する。